# Farid al Din Attar
Abu Hamed Mohamed B. Abu Bakr Ebrahim, más conocido como Farid al Din o Farid ad Din y Attar (en persa: فریدالدین عطار), fue un célebre poeta y místico musulmán persa que vivió durante la segunda mitad del siglo  XII y en las primeras dos o tres décadas del siglo  XIII en la ciudad de Nishapur, Jorasán, al noreste del actual Irán y cuya influencia formativa fue reconocida por su continuador y reconocido sucesor literario  Yalal ad Din Rumi. Murió durante el saqueo mongol de Nishapur en abril de 1221.

## Vida

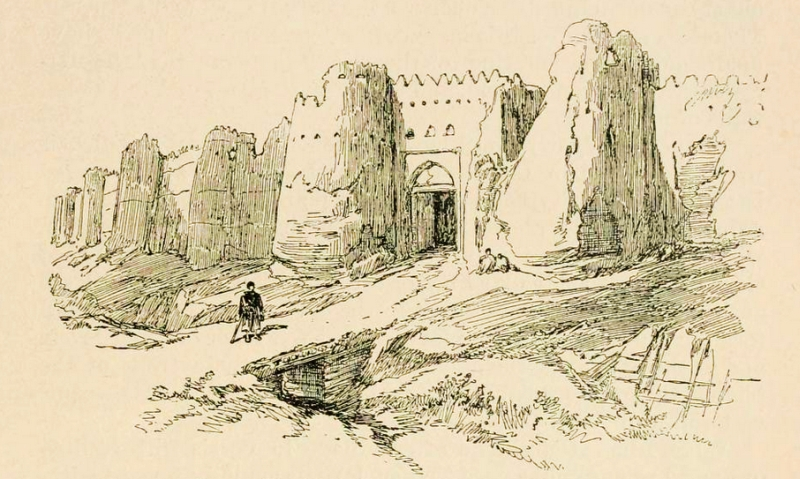
Nishapur, la ciudad de Attar, en un dibujo del

Como acontece con muchos de los escritores persas de este periodo, no es mucho lo que con certeza se sabe de su vida, salvo su condición de farmacéutico (que es lo que significa la palabra Attar) en el bazar de Nashipur.
De joven viajó mucho, visitando Egipto, Siria, Arabia, India y Asia Central.
Por su actividad de farmacéutico no tuvo necesidad de recurrir, como otros escritores persas de su tiempo, a la  panegírica para su subsistencia.
Parece haber tenido estrechos vínculos con el bien conocido sufí de  Corasmia Machdoddín Bagdadí (m. ca. 1209) o con uno de sus discípulos, Ahmad Juarí, en Nishapur.
En todo caso Attar, sin embargo, apenas hace referencia a los sufíes de su tiempo, y nunca mencionó a ninguno como su propio maestro, aunque es obvio que, desde su niñez, animado por su padre, admiraba a los grandes santos sufíes ( awliya) del pasado, sus enseñanzas y formas de vida.
A diferencia de Rumi, no parece haber desempeñado un papel activo en el sufismo organizado. La historia a menudo repetida del encuentro de Attar con el entonces joven Rumi en Nishapur, pertenece al ámbito de los mitos retransmitidos de una generación a otra.
El historiador literario, Muhammad Awfi, quien visitó Nishapur alrededor de 1200, describe a Attar como un sufí piadoso, retirado y buen poeta místico. Awfi cita ejemplos de la poesía lírica de Attar pero no comenta sus masnavíes (poemas narrativos). Otra temprana referencia proviene del erudito y filósofo chií Nasireddín Tusí (1201-1274) que, cuando era un estudiante en Nishapur, visitó personalmente a Attar. Nasir Tusí quedó impresionado con la elocuencia del anciano poeta y su forma de interpretar el discurso de los maestros sufíes y guías espirituales, hecho que más tarde expondría su discípulo Ibn al-Fuwati (m. 1323). Este último añade en sus escritos una referencia a la colección completa de la poesía lírica de Attar y a uno de sus masnavíes, el Manteq ot-Teyr.

## Obras

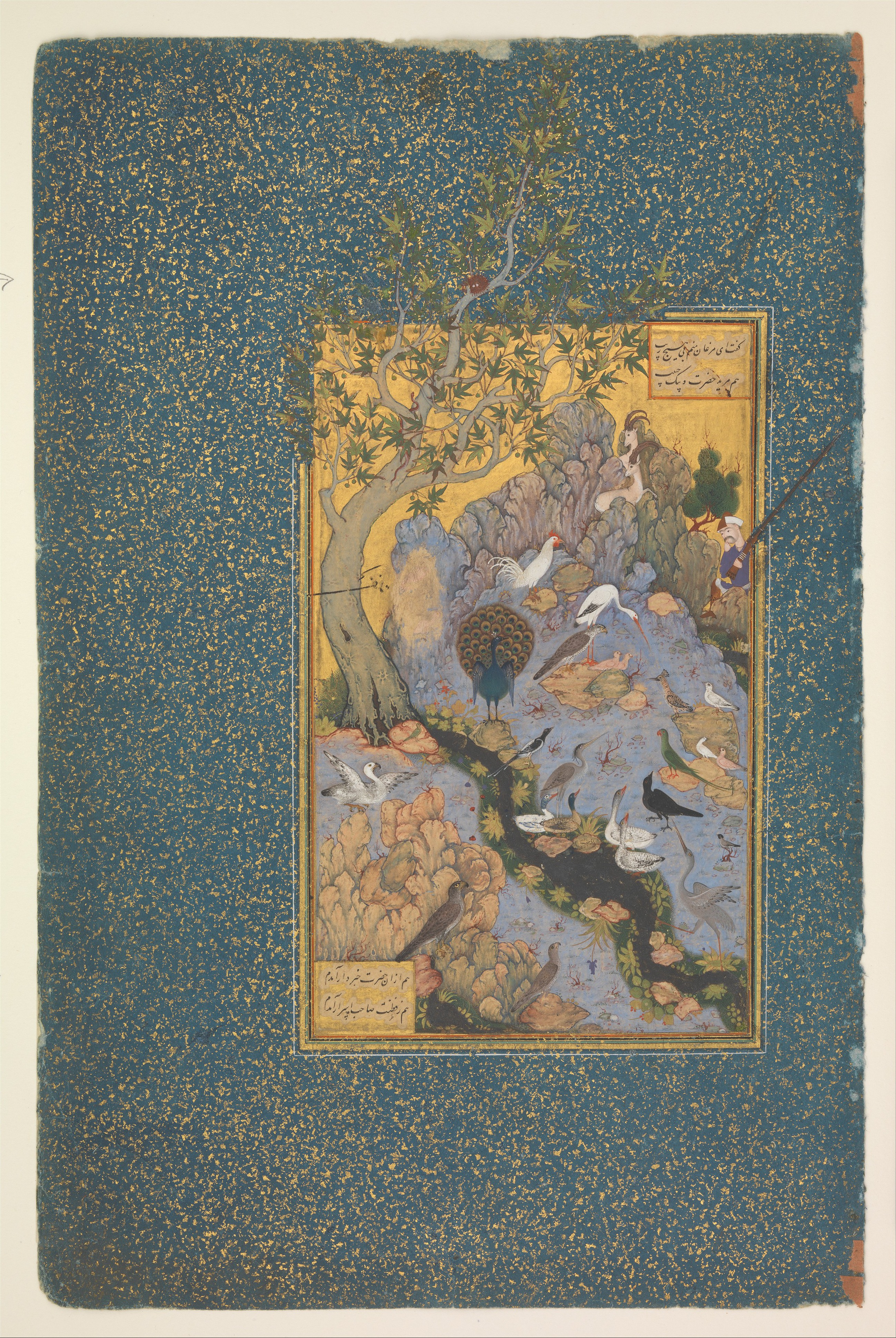
Mantiq al-Tayr de Farid al-Din Attar, manuscrito persa del s. XVII

La extensa obra literaria de Attar ha sido valorada exhaustivamente, existiendo incertidumbre en cuanto a que algunos de los trabajos literarios tradicionalmente atribuidos a él, tal vez no fueran de su autoría. 
De hecho, una serie de obras atribuidas a Attar fueron escritas por un poeta posterior que utilizaba su mismo seudónimo o han sido erróneamente atribuidas al reconocido poeta. Esto se aplica no sólo a las obras que lo señalan como un ferviente chií, sino también al llamado Khusraw Nama ( también conocido como Gul u Hurmuz), un romance que, considerado como auténtico hasta hace poco, ha sido demostrado convincentemente por eruditos iraníes contemporáneos, lo erróneo de su atribución a Attar.
Los trabajos auténticos de Attar incluyen, además del Diwan y una selección de cuartetos titulados Mukhtar-Nama, cuatro grandes mathnawis que en la introducción de esta obra, son mencionados en el siguiente orden:
Ilahi-Nama, Asrar-Nama, Mantiq al-Tayr  (o Maqamat al-Tuyur) y Musibat-Nama.
La hagiográfica obra en prosa de Attar acerca de los Santos, Tadhkirat al Awliya, no es mencionada por el poeta, pero no hay razones para cuestionar la autenticidad de su primera parte, es decir, aquella que concluye con la exposición sobre Al Hallaj.
El Diwan o recopilación de poemas  de Attar, contiene unos 10 000  dísticos, que se distinguen por su visionarias y conmovedoras descripciones y evocaciones de la agonía y éxtasis de la vía mística. Estos poemas son notables no solo por su unidad temática, sino también por su profundo y singular hermetismo y valores religiosos más allá de los convencionales.
Moktar o Mukthar Nama, Libro de la elección es un divan o diwan conformado por una extensa colección de cuartetos o rubaiyat, en el que se describen diversos temas netamente religiosos y místicos: la búsqueda de la unión con lo divino, distanciamiento de lo mundanal, aniquilación del ego o nafs, asombro místico, dolor y conciencia de la muerte, así como temas tradicionales de la lírica poética amorosa que son adoptados por la literatura mística. Tiene una introducción en prosa dividida en siete partes.
Tadhkirat al-Awliya o Tazkirat al-Awliyā, Memorial de los Santos, la única obra en prosa de Attar, es una colección hagiográfica sobre la vida de famosos sufíes. El libro, en sus primeros manuscritos conservados, consta de una introducción a la que siguen 72 biografías, comenzando por el imán Ja'far al Sadiq (m.765), sexto imán de los chiíes y finalizando con el mártir místico Mansur Al Hallaj a quien Attar consideraba como la mayor figura del sufismo.
Ilahi Nama o Elahi-Nama, El libro divino, debe su nombre a la intención del poeta de que se abriera con él «la puerta del divino tesoro». En esta obra es referida la historia de un califa que tiene seis hijos con grandes ambiciones. Un día les pregunta a cada uno de ellos sobre los más ansiados deseos de su corazón, tras lo cual va dándoles transcendentales explicaciones, particularizadas, a cada uno de sus hijos. En esencia esta obra transmite el mismo mensaje que el Mantiq al Tayr, es decir que la aspiración de plenitud espiritual del ser humano, puede encontrarla dentro de sí mismo, mediante el singular y continuo esfuerzo de purificarse íntimamente de todo aquello que lo aparta de su verdadera seidad que, en sí misma, es de naturaleza divinal.
Asrar Nama, El libro de los misterios, es el primero de la mística poética narrativa de Attar. Su mensaje final es la esperanza de liberación del espíritu del hombre de las vanidades del mundo. En ningún otro trabajo como en éste, Attar expone la visión gnóstica de la caída del alma y el deber de liberarla de las ataduras mundanas y materiales. La creencia de que esta obra influyera en el preámbulo del Matnawi-e ma'nawi probablemente deviene de la leyenda de que, el ya anciano, Attar lo donara en su testamento al joven Yalal al din Rumi.
Mosibat Nama o Libro de la aflicción. En él, Attar expone un tema básico de su pensamiento filosófico místico: la posibilidad de ser rescatado de la agitación y aturdimiento interior es posible adentrándose en la senda sufí. En esta obra, quien tiene estas vivencias en un "Salek"(caminante) guiado por el maestro. Attar insiste aquí, explícitamente, en la necesidad de orientación de un Maestro. El identifica al Salek con el místico ideal y relaciona este ideal con el recuerdo continuo de Dios (dzikr) y muriendo en sí mismo totalmente, disolviéndose como una gota de agua lo hace en el mar, para sumergirse en el océano del alma.
Mantiq al Tayr, El lenguaje de los pájaros o La conferencia de los pájaros, es considerada la mayor de las obras de Farid al Din.   También intitulado Maqamat al tuyur, este singular  masnavi está inspirado en la obra Resalat al-Tayr de Ahmad o su hermano Muhammad Al Ghazali y combina dos conocidos temas: la asamblea de los pájaros para elegir al más digno de ellos como su líder y el viaje de las aves a la distante morada del Ave Rey.
El uso del ave como símbolo del alma humana, implícita en esa historia y su anhelo de acercarse a Dios en vuelo espiritual, ya había sido utilizado mucho antes de Attar en la filosofía (Ibn Sina) y literatura sufí (Ghazali); sin embargo, la adaptación de Attar, embelleció y amplió poéticamente la alegoría de Ghazali, confiriéndole un significado místico más profundo.
Es el relato del viaje místico de las aves por siete valles en busca de "Simorgh" o "Simurgh", mítica ave persa, a quien reconocen como su rey. Con la inquietud de poderlo ver, parten hacia su lejano palacio. El viaje se cobra la vida de muchas de ellas. Los pocos pájaros que logran llegar, treinta según Attar, son conscientes de la inaccesibilidad y real Majestad de Simorg y sólo después de haber comprendido la inmensidad de la distancia existente entre sus propios condicionamientos y la independencia o Unicidad de Simorg, se les permite una audiencia. Attar concluye entonces esta epopeya con la aseveración de que el hombre encontrará al Supremo Ser que busca, dentro de él mismo, expresándolo a través de un ingenioso juego de palabras: las treinta aves (si morg en persa) encuentran, para su asombro, que el Ser Supremo que buscaban, simbolizado alegóricamente por el mítico Simorg, no es otro que ellos mismos, en lo profundo. Las aves son instadas a limpiar sus almas, orar a Dios y recordar Su Nombre.

### Galería deEl Lenguaje de los pájaros
Colección en el Museo Metropolitano de Arte, de Nueva York. Folio n.º 11 del manuscrito El Lenguaje de los pájaros datado c.1600. dimensiones 25,4 x 11,4 cm.

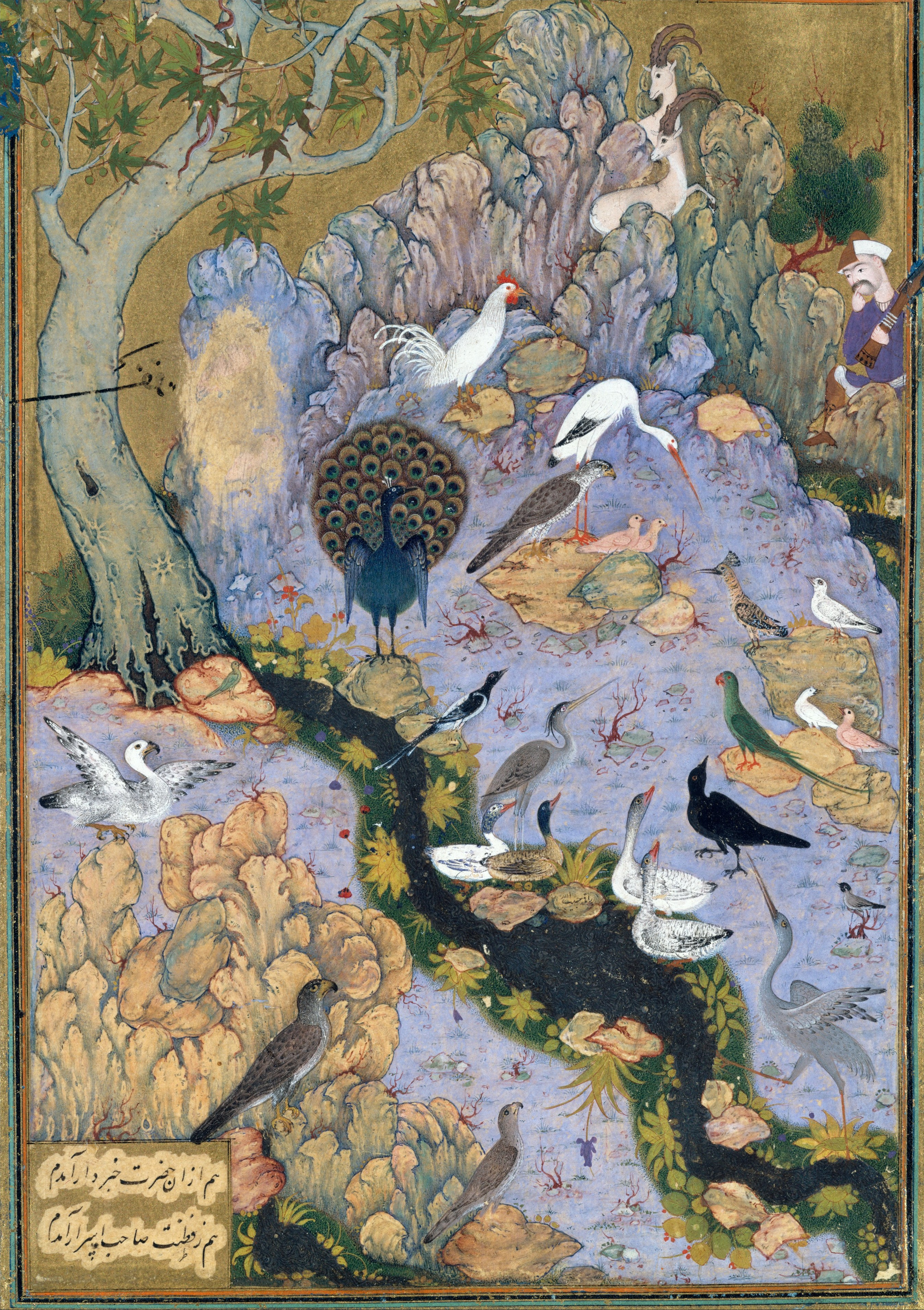
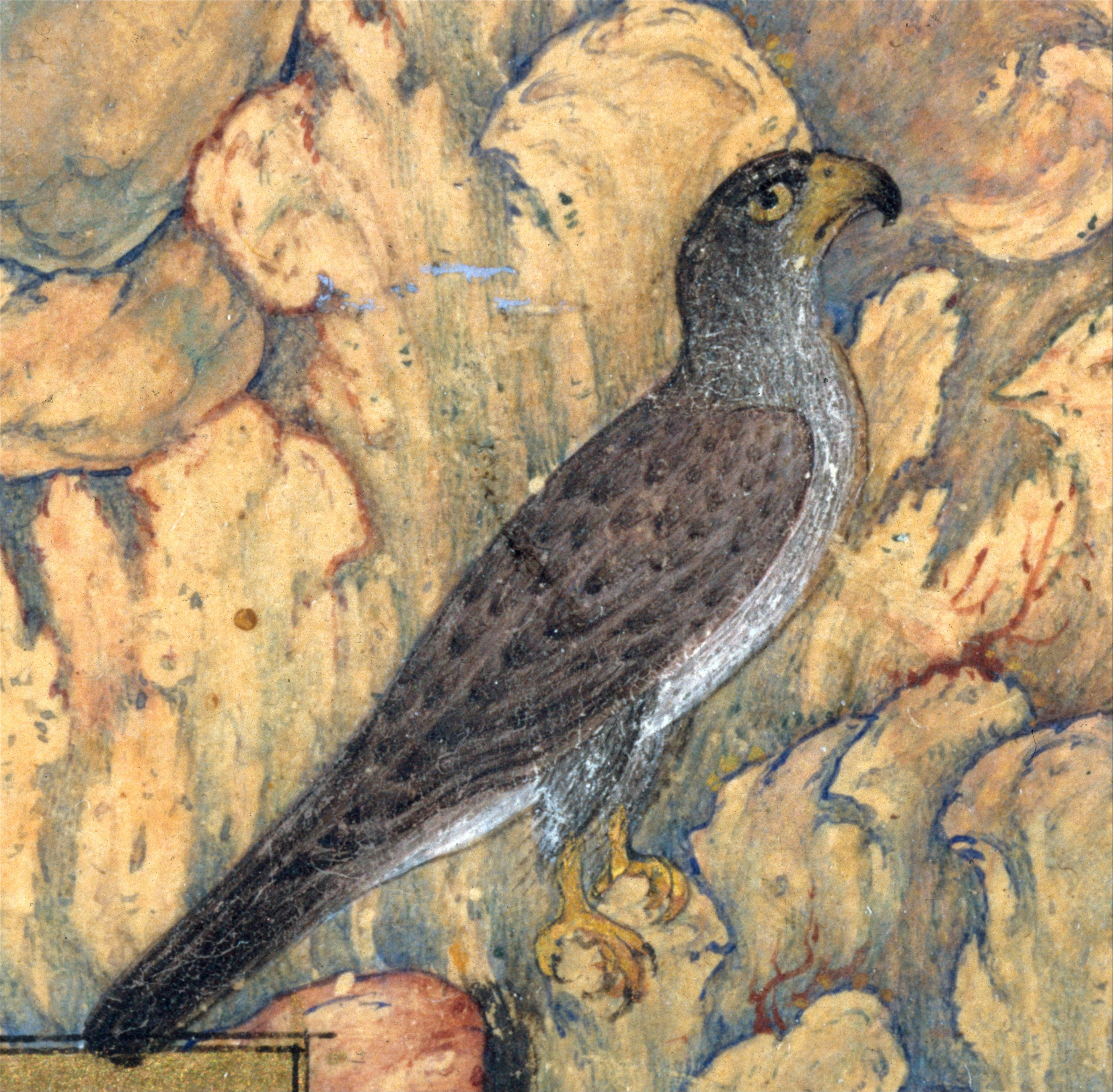
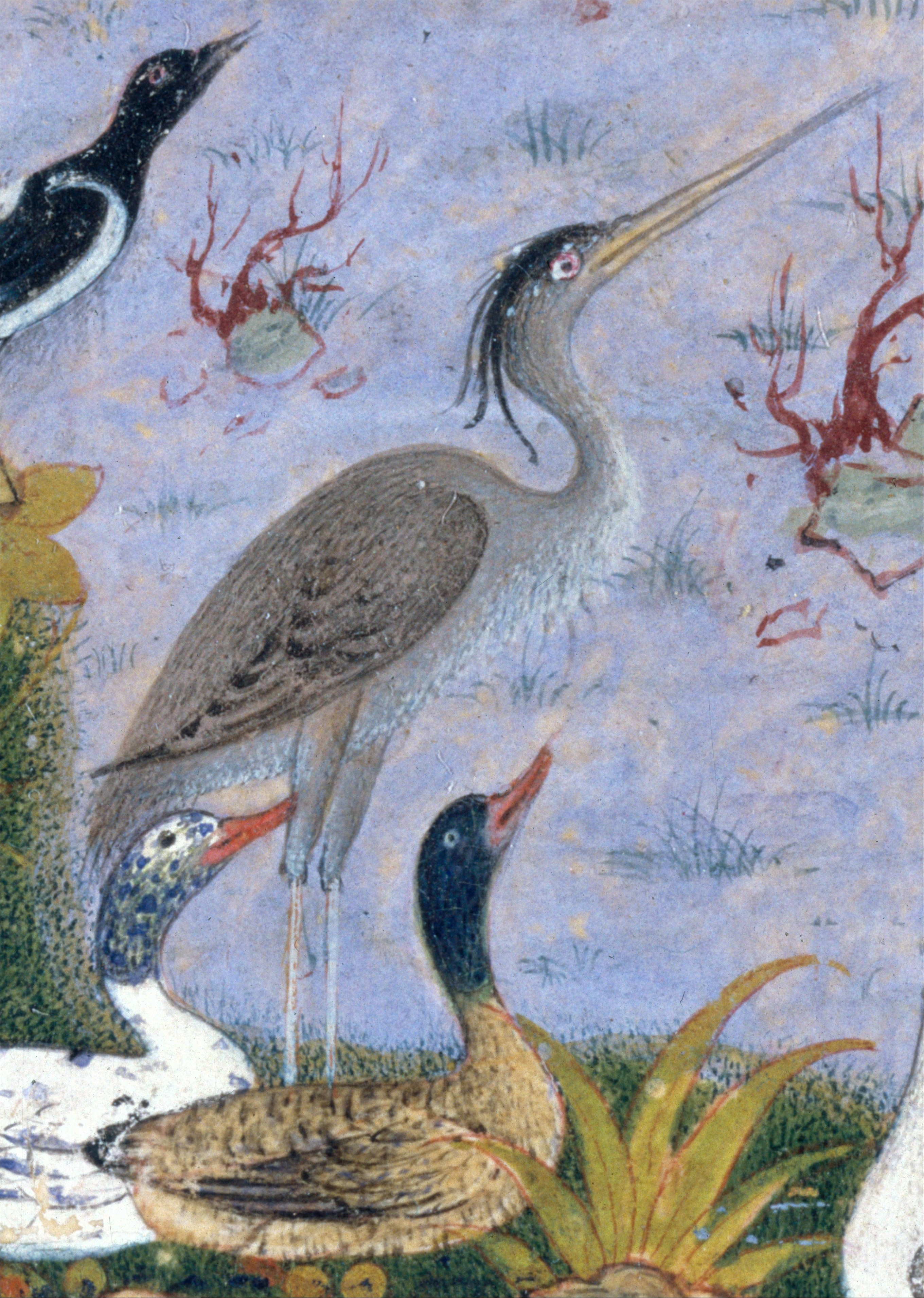
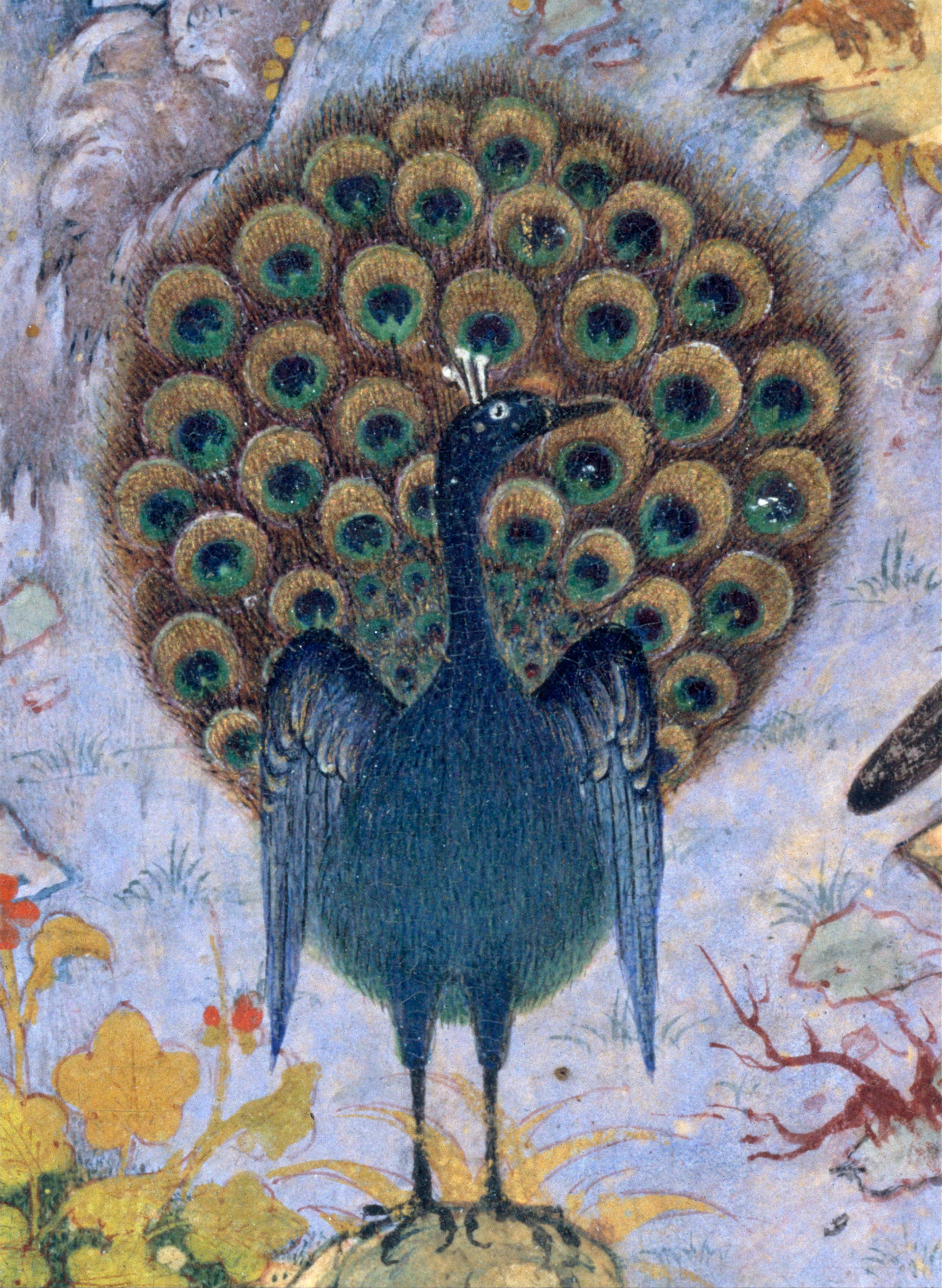

## Características, influencia y legado

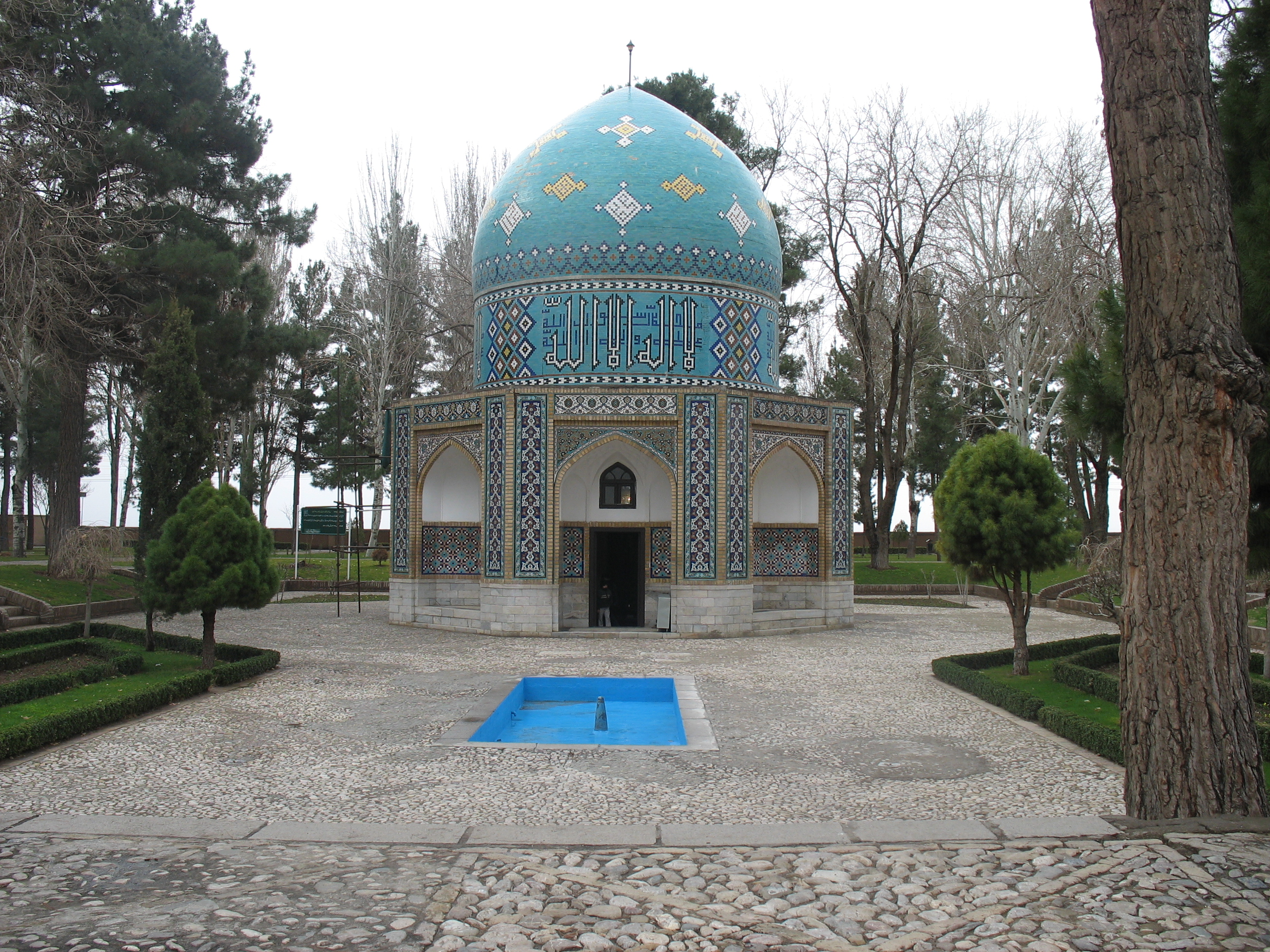
Vista del mausoleo de Attar en Nishapur

Desde el punto de vista de las ideas, temas literarios y estilo, la influencia de Attar se hizo sentir con fuerza no sólo en la literatura persa sino también en otras literaturas islámicas.
Así Rumi reconoce a Attar, junto con Sanai , como una de sus más grandes fuentes de inspiración: 

Attar fue el espíritu, Sanai los dos ojos:
 
Caminamos en la estela de Sanai y Attar
Rumi

En las obras de Attar subyace en forma vívida que la liberación espiritual del alma, su regreso a su fuente original, puede ser experimentada en vida, por la vía mística de la purificación interior.
Se ha señalado como uno de los aspectos más importantes del pensamiento de Attar, el hecho de que todas sus obras están dedicadas a la vía espiritual sufí (tasawwuf) y a lo largo de toda su obra genuina recogidos, no existe ni siquiera un solo verso, que no esté impregnado de misticismo. De hecho, Attar dedicó su existencia literaria completa al sufismo, motivo por el que es considerado una de las más grandes figuras de la tradición poética persa sufí.